# 대기고등학교
대기고등학교(大起高等學校)는 대한민국 제주특별자치도 제주시 봉개동에 위치한 사립 고등학교이다.

## 학교 연혁
- 1983년 11월 21일 : 명덕고등학교 설립인가
- 1984년 1월 1일 : 초대 박숙규 교장 취임
- 1984년 3월 5일 : 제1회 입학식(6학급)
- 1987년 2월 11일 : 대기고등학교로 교명변경 인가
- 1998년 12월 5일 : 김평해 이사장 취임
- 1999년 5월 10일 : 다목적강당(송암관) 및 학교급식소 신축 준공
- 2003년 12월 1일 : 학교도서관 디지털자료실화 완공
- 2006년 11월 7일 : 30학급으로 학급증설 인가(학년당 10학급)
- 2009년 6월 10일 : 음악관(한담관) 준공
- 2020년 3월 1일 : 제주특별자치도지정 과학중점 창의경영학교 운영(~2025.)
- 2022년 3월 1일 : 고교학점제 선도학교 지정(~2025.02.28.)
- 2023년 2월 28일 : 별관 인공지능(AI)교육 선도학교 무한상상실 구축
- 2023년 3월 1일 : 제10대 교장 박재형 선생 취임
- 2024년 3월 11일 : 다목적학습관(자강관) 준공
- 2025년 1월 23일 : 제39회 졸업식(324명) 졸업생 누계 14,662명
- 2025년 3월 4일 : 제42회 신입생 입학(334명)

## 참고 자료
- 대기고등학교 - 한국교육학술정보원 학교알리미